# 제2차 하토야마 이치로 내각
제2차 하토야마 이치로 내각(일본어: 第2次鳩山一郎内閣)은  하토야마 이치로가 제53대 내각총리대신으로 임명되어, 1955년 3월 19일부터 1955년 11월 22일까지 존재한 일본의 내각이다.

## 각료
- 내각총리대신 - 하토야마 이치로
- 법무대신 - 하나무라 시로
- 외무대신·부총리 - 시게미쓰 마모루
- 대장대신 - 이치마다 히사토
- 문부대신 - 마쓰무라 겐조
- 후생대신 - 가와사키 히데지
- 농림대신 - 고노 이치로
- 통상산업대신 - 이시바시 단잔
- 운수대신 - 미키 다케오
- 우정대신 - 마쓰다 다케치요
- 노동대신 - 니시다 다카오(참의원 의원)
- 건설대신 - 다케야마 유타로
- 국가공안위원회 위원장 - 오아사 다다오
- 행정관리청 장관 - 가와시마 쇼지로(겸무)
- 홋카이도 개발청 장관 - 오쿠보 도메지로(참의원 의원)
- 자치청 장관 - 가와시마 쇼지로(겸무)
- 방위청 장관 - 스기하라 아라타(참의원 의원) / 스나다 시게마사(1955년 7월 31일 ~ )
- 경제심의청 장관 (1955년 7월 20일 폐지) - 다카사키 다쓰노스케
- 경제기획청 장관(1955년 7월 20일 설치) - 다카사키 다쓰노스케
- 내각관방장관 - 네모토 류타로
  - 법제국 장관 - 하야시 슈조
  - 내각관방부장관(정무) - 마쓰모토 다키조
  - 내각관방부장관(사무) - 다나카 에이이치

## 정무 차관
1955년 3월 22일 임명.
- 법무 정무 차관 - 고이즈미 준야
- 외무 정무 차관 - 소노다 스나오
- 대장 정무 차관 - 후지에다 센스케
- 문부 정무 차관 - 데라모토 고사쿠
- 후생 정무 차관 - 고로 미쓰
- 농림 정무 차관 - 깃카와 규에
- 통상 산업 정무 차관 - 시마무라 이치로
- 운수 정무 차관 - 고노 긴쇼
- 우정 정무 차관 - 와세다 류에몬
- 노동 정무 차관 - 다카세 덴
- 건설 정무 차관 - 이마이 고
- 행정 관리 정무 차관 – 모리 기요시
- 홋카이도 개발 정무 차관 - 마쓰다 데쓰조
- 자치 정무 차관 - 나가타 료이치
- 방위 정무 차관 - 다나카 히사오
- 경제 심의 정무 차관 - 다나카 다쓰오( ~ 1955년 7월 20일)
- 경제 기획 정무 차관 - 다나카 다쓰오(1955년 7월 20일 ~ )

## 참고 문헌
- 하타 이쿠히코 편 《일본 관료제 종합 사전 : 1868 ~ 2000》(도쿄 대학 출판회, 2001년)